# 柳 (松型駆逐艦)
柳（やなぎ）は、大日本帝国海軍の駆逐艦。松型（丁型）駆逐艦の14番艦である。日本海軍の艦名としては2代目（初代は二等駆逐艦桃型4番艦「柳」）。

## 艦歴
丁型一等駆逐艦第5497号艦として藤永田造船所で建造。1944年（昭和19年）8月20日、起工。同年11月25日、進水した。艦長を命じられた大熊安之助少佐は、駆逐艦「五月雨」沈没時の艦長、マニラ大空襲における駆逐艦「初春」沈没時の艦長であった。「初春」沈没直後に「柳」艤装員長を命じられ、1944年（昭和19年）12月中旬に藤永田造船所に到着した。
「柳」は1945年（昭和20年）1月18日、竣工した。呉鎮守府籍となる。水雷長の野村治男中尉は戦艦「武蔵」から、航海長の長山兼敏中尉は戦艦「金剛」から配属というように、大熊艦長を含めて将校の誰もが乗艦の沈没を経験していた。竣工した「柳」は訓練部隊の第十一水雷戦隊（司令官高間完少将）に編入される。大阪から瀬戸内海に回航され、2日遅れて竣工した「橘」とは、ほとんどの期間で行動を共にした。
同年3月15日付で松型複数隻（柳、椿、桜、楢、欅、橘）により、第五十三駆逐隊が編成される。3月19日、呉軍港空襲で対空戦争をおこなう。3月下旬、第十一水雷戦隊（旗艦「酒匂」）も第二艦隊の沖縄水上特攻作戦（坊ノ岬沖海戦）に参加するため訓練に従事していたが、その任務に加わる事はなかった。「柳」艦長・大熊少佐によれば、戦艦「大和」の有賀幸作艦長から「我慢しろ」と慰められたという。
4月7日以降は第三十一戦隊（司令官鶴岡信道少将）の指揮下に入り、人間魚雷回天の目標艦として大津島方面で行動した。5月7日、「橘」とともに大湊警備府部隊に編入され、5月13日に呉を出港して大湊へ回航された。5月14日、周防灘姫島沖でアメリカ軍のF6F艦上戦闘機8機と交戦し、機銃掃射により戦死1名、重軽症4名（もしくは負傷8名）の被害を出す。関門海峡の掃海を待って日本海に移動し、5月21日に大湊に到着した。津軽海峡で対潜警戒に従事する傍ら、6月11日に「橘」とともに大湊を出港して、占守島で爆撃を受け損傷した海防艦「八丈」の護衛を兼ねて舞鶴に向かう。その後も津軽海峡の警戒に従事し、大湊を拠点として行動した。6月13日、北海道の積丹岬近海で対潜戦闘をおこなう。
7月14日、折から日本本土への最終攻撃作戦を行っていた第38任務部隊（ジョン・S・マケイン・シニア中将）は、朝から艦載機を飛ばして北海道および東北地方の市街や港湾施設、飛行場、艦船を片っ端から攻撃していった。「柳」からは、青函連絡船の「第三青函丸」が沈没する光景が見えたという。また僚艦「橘」も沈没した。その後、偵察機に発見された「柳」は渡島福島沖で空母「エセックス (USS Essex, CV-9) 」艦上機の空襲を受ける。水雷長・野村大尉は、レイテ沖海戦で「武蔵」を撃沈した米軍機と違って、「柳」を攻撃した米軍機パイロットの戦意や技量は各段に劣っていたと回想している。爆弾や魚雷の回避には成功したものの、ロケット弾攻撃が命中。11時52分頃、艦尾切断、舵機室・推進機能喪失の被害を受けた。戦死者22名、負傷者60名を出し、戦死者・戦傷者は福島町住民によって収容された。航行不能となった「柳」の曳航には、福島聯綴基地の運貨船と、福島町の漁船が参加した。
曳航されて浅瀬に座礁した「柳」だが、7月20日から曳航船「淀橋」の助けにより大湊基地に戻った。ちょうど敷設艦「常磐」も稚内から大湊に帰投し、また伊四百型潜水艦2隻（伊400、伊401）がウルシー環礁に向けて大湊から出撃していった。8月9日、第38任務部隊の艦上機は大湊湾に空襲を敢行する（大湊空襲）。機雷敷設艦は空襲前に機雷を投棄したので各艦とも誘爆こそ免れたが、在泊艦艇（常磐、高栄丸、千歳丸、浮島丸、海防艦、駆潜艇）は米軍機の波状攻撃を受ける。「柳」の被害は至近弾によるもので、戦闘爆撃機2機を撃墜したが、戦死者1名と負傷者1名（もしくは重傷者2名）を出したという。浸水が激しく、葦崎東方海岸に擱坐して沈没を免れた。直撃弾4発を受け死傷者多数を出した「常磐」も懸命の排水作業を続けたものの、8月15日の終戦を迎えて乗員が復員して艦を去っていく事により排水作業が出来なくなることから、同日中に艦の保全のために葦崎東方海岸に擱坐した。そして、曳船の助けを得て投錨して艦を固定した。
戦後「柳」（2代目）の船体が北九州の軍艦防波堤に使用されたとする文献も多いが、防波堤に使われたのは桃型駆逐艦の初代柳と秋月型駆逐艦2隻（涼月、冬月）であり、「柳」（2代目）は1946年（昭和21年）10月から翌年5月までに解体された。
1952年（昭和27年）12月、むつ市の常楽寺に「常磐」と「柳」の慰霊塔が建立された。現在も慰霊祭が行われている。

## 歴代艦長
※『艦長たちの軍艦史』367頁による。

### 艤装員長
- 大熊安之助 少佐：1944年12月1日 -

### 駆逐艦長
- 大熊安之助 少佐：1945年1月18日 -